# Mariano Bertuchi
Mariano Bertuchi Nieto (Granada, 6 de febrero de 1884-Tetuán, 20 de junio de 1955) fue un pintor español que desarrolló la parte más relevante de su carrera profesional en el protectorado español de Marruecos. Se le considera el pintor por antonomasia del protectorado, así como el responsable de fijar la imagen de Marruecos en España a partir de mediados del siglo XX. 
Además de pintor, fue también funcionario con amplias responsabilidades en la gestión cultural dentro de la administración colonial española en Marruecos. En 1928 fue nombrado inspector jefe de los servicios de Bellas Artes del Protectorado y se estableció en Tetuán, donde permaneció hasta su muerte. También dirigió e impulsó diversas instituciones culturales y de conservación del patrimonio, como el Museo Marroquí (hoy Museo Arqueológico de Tetuán), la Escuela de Artes Marroquíes o la Escuela Preparatoria de Bellas Artes, hoy Instituto Nacional de Bellas Artes, en la misma ciudad. Su labor como funcionario colonial fue trascendental en las labores culturales del Marruecos español.

## Biografía

### Juventud y primeros pasos

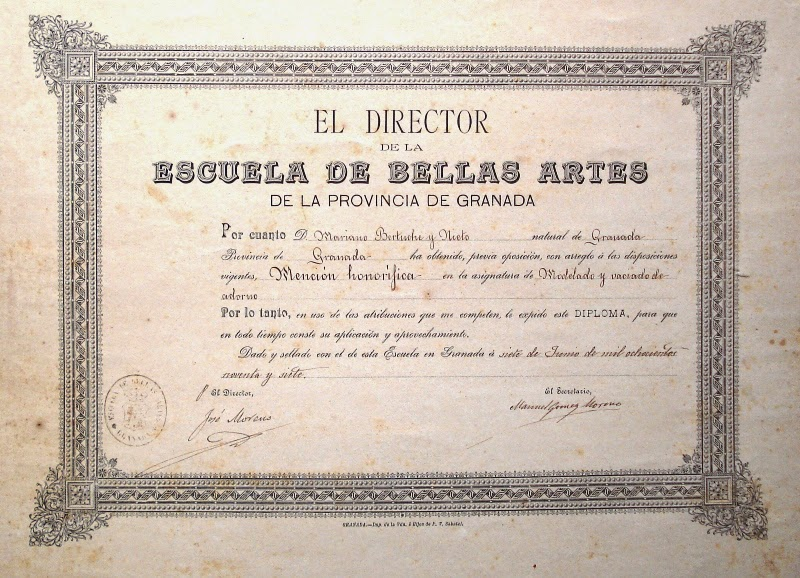
Diploma de la Escuela de Bellas Artes de Granada con una mención honorífica a nombre de Mariano Bertuchi (1897).

Nació en Granada el 6 de febrero de 1884 en el barrio del Realejo. Era hijo de José Bertuchi Criado —delineante de obras públicas de profesión, tenía ciertas inquietudes artísticas, ya que era aficionado a la pintura y la fotografía; descendía de una familia originaria de Malta, emigrada a Granada después de la invasión napoleónica de finales del siglo XVIII— y de María de la Encarnación Nieto Rada. Era el mediano de tres hermanos, todos varones (José, el mayor, y Antonio). Bertuchi fue un niño precoz («Yo aprendí a dibujar antes que a escribir» declararía en múltiples ocasiones) y, cuando con pocos años, su familia se mudó a Málaga, Bertuchi inició estudios en la Escuela Provincial de Bellas Artes de Málaga, en la que se matriculó el curso 1893-94. Al año siguiente volvió a Granada y se matriculó en la Escuela de Bellas Artes granadina, a la que asistió hasta el curso académico 1897-1898. Sus biógrafos han señalado también que recibió clases de los pintores granadinos Eduardo García Guerra y José de Larrocha. En 1895, con once años, participó por primera vez en una exposición, contribuyendo con cuadros de temas granadinos. A los catorce, comenzó a pintar motivos árabes. Dos años después, obtuvo su primera distinción por una de sus obras. También ganó un concurso conmemorativo del cincuenta aniversario del Liceo Artístico y Literario de Granada, lo que le valió un premio en metálico y se inscrito como socio de mérito en el Liceo.
Visitó el norte de África por primera vez en las navidades de 1898, invitado a Tánger por el que había sido intérprete del general O'Donnell durante la guerra de África, Aníbal Rinaldi, amigo de José Bertuchi. Rinaldi agradeció así al hijo de su amigo el retrato que le había hecho. Resultado de su primera estancia africana fueron las obras El zoco de Tánger y Mercado de frutas, presentadas a su regreso, en 1899, en un certamen pictórico en Granada. Con quince años, se trasladó a estudiar a Madrid, matriculándose en la Escuela Especial de Pintura, Escultura y Grabado de la Real Academia de Bellas Artes de San Fernando. Allí fue alumno del valenciano Muñoz Degrain, al que ya había conocido en la escuela de Bellas Artes malagueña. Durante el año académico 1899-1900 cursó el primer curso de Pintura. Con el paréntesis del curso 1900-1901, en el que no consta su inscripción, sería alumno de la Escuela Especial hasta el año académico 1902-1903. Durante el verano de 1900, con dieciséis años, regresó a Tánger, esta vez para pintar un óleo para el residente británico en el puerto marroquí. Ese mismo año presentó varias obras en Madrid, en la Exposición Bienal del Círculo de Bellas Artes, repitiendo en la siguiente bienal, dos años después. En 1902-1903 regresó al norte de África y pintó una serie de óleos sobre cartulina ilustrando la guerra civil entre el sultán Abd al-Aziz y el usurpador conocido como Bu Hamara o el "Rogui". Siete de los óleos fueron publicados en la revista La Ilustración Española y Americana. El mismo año, el Círculo de Bellas Artes le encargó un pequeño óleo sobre cartulina, Felipe IV y su pintor de cámara Velázquez, para regalárselo al rey Alfonso XIII con ocasión del baile de máscaras de carnaval. Regresó a Granada y se sabe que compartió estudio con Pablo de Loyzaga o con Vicente León. En 1904 expuso en la Nacional de Bellas Artes, ganando una mención honorífica.

### Matrimonio y traslado a San Roque

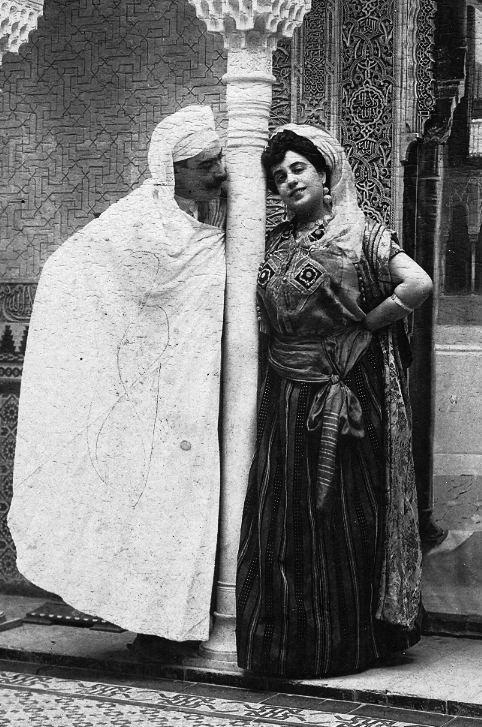
Foto de Mariano Bertuchi y su esposa, Esperanza Brotons, ataviados a la moda árabe, posando en la Alhambra de Granada en fecha indeterminada.

En 1908 se trasladó a Málaga para realizar una serie de cuadros de temática militar. En marzo de ese año, murieron sus padres, tras lo que se trasladó a Melilla y recorrió a Marruecos durante lo que quedaba de año, ilustrando la revuelta de Abd al-Hafid contra su hermano el sultán, al que finalmente derrocó. De esta época se publicaron tres óleos en La Ilustración Española y Americana. Entremedias, el 8 de agosto Bertuchi regresó a la capital malagueña para contraer matrimonio con Esperanza Brotons Espinosa, natural de la misma ciudad.
Al año siguiente, el 23 de julio, nacería su único hijo, Fernando. Como el niño sufría de asma, la familia decidió buscar un lugar de residencia con un clima más adecuado y se trasladó en septiembre de 1911 a la localidad campogibraltareña de San Roque, donde Esperanza poseía una casa que había heredado. Desde su nueva residencia, Mariano Bertuchi viajó a Granada y Málaga, y recorrió el valle del Guadalquivir y el Campo de Gibraltar. Fruto de sus viajes fueron diversas obras costumbristas que fueron editadas en Barcelona por Barguñó y Coll Salieti como colecciones de tarjetas postales con los títulos Costumbres Andaluzas, Escenas Taurinas y Paisajes del Campo de Gibraltar. También siguió cultivando los temas marroquíes y en 1913 visitó Tetuán, meses antes de su ocupación por tropas españolas, donde tomó apuntes que utilizaría en sendas pinturas en las que recogía las entradas en la ciudad marroquí de las primeras autoridades del recién creado protectorado español de Marruecos, el general Alfau (primer alto comisario) y Muley el Mehdi, primer jalifa, así como en otras obras en las que reflejaría las campañas del ejército español en Marruecos. Además de estos temas, abordó también marinas y otras vistas de la bahía de Algeciras y de Gibraltar, no en vano Muñoz Degrain había sido discípulo de Emilio Ocón, fundador de la escuela marinista malagueña. Durante su residencia en San Roque, se integró totalmente en la vida social y cultural de la localidad, llegando a ser elegido concejal.

### Etapa ceutí
En 1918 Bertuchi y su familia decidieron trasladarse a Ceuta, una ciudad en plena expansión, que había visto la abolición del presidio por parte del gobierno Canalejas pocos años antes y se había convertido en la puerta de entrada al recién creado protectorado. Allí combinó su labor artística con la política local: entre 1919 y 1923, Mariano Bertuchi fue miembro de la corporación municipal (primero como concejal y luego como teniente de alcalde, aunque por poco tiempo). Durante sus años de residencia en la ciudad, desarrolló también una intensa actividad artística. Trabajó para el Ferrocarril Ceuta-Tetuán, para el que diseñó los jardines de las estaciones terminales de Ceuta y de Tetuán, así como el de la intermedia de Rincón. También se encargó de la cartelería de la línea ferroviaria, una tarea que proseguiría durante los siguientes veinte años. Hasta 1926 hizo diversos trabajos para clientes de la ciudad, varios de ellos para el consistorio ceutí, en el edificio del ayuntamiento (actual Palacio de la Asamblea), en construcción desde 1914: la vidriera de la escalera principal, o la decoración del edificio (incluyendo pinturas de los reales sitios de Aranjuez, el Retiro o La Granja de San Ildefonso, para el Salón del Trono). Otros trabajos suyos fueron un tríptico dedicado al Comercio, la Industria y la Agricultura, para el Casino Africano de Ceuta, con sede en la Casa de los Dragones (actualmente en el Museo de Ceuta), o la restauración del estandarte real de la ciudad, traído a Ceuta por Juan I de Portugal al conquistar la ciudad.
Con Ceuta como residencia, aprovechó para conocer de forma más intensa el territorio del protectorado, al que viajó frecuentemente, muchas veces acompañando a las tropas españolas. Por ejemplo, formó parte del contingente de periodistas que acompañó a las tropas del general Berenguer al ocupar Xauen. La ciudad, sagrada para los rifeños, fue tomada por las tropas españolas tras la derrota del Raisuni en octubre de 1920. Desde 1921 cubrió las campañas militares en la zona oriental del protectorado. Por ello, las nuevas autoridades del Directorio Militar le concedieron la Cruz del Mérito Militar en noviembre de 1923, junto a casi una decena de periodistas que informaban desde Melilla.
En junio de 1922 fue nombrado académico correspondiente de la Real Academia de Bellas Artes de San Fernando en Tetuán, a propuesta de los académicos Moreno Carbonero, Mélida, Manrique de Lara y Trilles. Un año después se encargó de la decoración de la embocadura del Teatro Español de Tetuán]]. Comenzaba así su colaboración con José Gutiérrez Lescura, arquitecto municipal de la ciudad. El 1 de enero de 1924 comenzó a publicarse la Revista de Tropas Coloniales, creada por un grupo de oficiales destinados en Marruecos (entre los que se encontraba Francisco Franco, entonces teniente coronel y primer comandante de la Legión) y que actuaba como medio de expresión del militarismo africanista contrario a la contemporización con los rifeños rebelados contra el dominio español. Bertuchi realizó ya la portada de su segundo número, en febrero y, en julio de ese año, asumió la dirección artística de la publicación «porque creía en la idea y estaba completamente compenetrado con sus protagonistas». La revista pasó en 1926 a llamarse África y en ella Bertuchi siguió desempeñando la dirección artística. También hizo los diseños de carteles de propaganda de la Legión, por encargo de Franco. En 1926 se encargó del diseño de las insignias de la Orden de la Mehdauia, que premiaba los servicios en el protectorado, y pintó diversos cuadros dedicados a la pesca en el litoral ceutí. Al año siguiente, ilustró el álbum publicado por la Junta Superior de Monumentos Históricos y Artísticos de la zona española, dependiente de la Alta Comisaría y con sede en Tetuán, con el que se pretendía incentivar el turismo en el Marruecos español (Tetuán: unas horas en el barrio moro). Este folleto crearía el canon de la representación de Marruecos en España durante las tres décadas siguientes. Durante 1928 estuvo viviendo entre Ceuta, Tetuán, y Sevilla, donde el año siguiente se celebraba la Exposición Iberoamericana. Bertuchi se encargaba de la decoración del pabellón de Marruecos para la exposición, que había diseñado con Gutiérrez Lescura. Se pretendía que el pabellón fuese la imagen hacia el exterior de la zona española de Marruecos.

### Al frente de la Inspección de Bellas Artes del protectorado
El año 1928 fue clave tanto en la consolidación del protectorado español como en la trayectoria vital y profesional de Bertuchi. Terminada la pacificación del territorio, se intensificaba la puesta en marcha de estructuras administrativas, para la que, a pesar del inicial antagonismo, el dictador y jefe de Gobierno, Miguel Primo de Rivera, se apoyó en el grupo de militares africanistas que se había agrupado en torno a la Revista de Tropas Coloniales de Ceuta, de la que Bertuchi era director artístico y para la que realizaba habitualmente portadas. Este hecho, unido a la doble faceta de Bertuchi como artista y como político y administrador, ya demostrada en San Roque y en Ceuta, hizo que la Alta Comisaría le nombrase en enero de ese año inspector jefe, con carácter interino, de los Servicios de Bellas Artes y Artes Indígenas del protectorado. La inspección acababa de ser creada, como parte de la consolidación administrativa fruto de la pacificación, con el objetivo de conservar «el arte indígena y [..] procurar un carácter adecuado a todas las construcciones». Acompañado de su esposa, se estableció definitivamente en la capital de la zona española, Tetuán, en 1930. Permanecería allí hasta su muerte.
Ya en 1928 Bertuchi desarrolló una ingente labor. Como artista, elaboró los diseños de la primera emisión de sellos del Correo español en Marruecos (desde esta primera emisión, la práctica totalidad de los diseños de los sellos del Correo español en Marruecos, hasta la independencia del país, tendrían la autoría de Bertuchi). Además de los diseños de sellos emitidos por Correos, también se encargó del de varias series de sellos para Telégrafos, para la Beneficencia y del único aerograma emitido en el protectorado, así como tarjetas enteras postales). También fue más allá del ámbito marroquí, proporcionando diseños para sellos de la España metropolitana, de Ifni y del Sahara Español. Durante toda su estancia en Tetuán, su producción artística sería variada y abundante. Además de los diseños postales, tras su primer trabajo en 1927, fue el responsable de la mayor parte de la cartelería turística del Marruecos español, trabajando para el Comité Oficial de Turismo de Marruecos, creado en 1930 (realizó también carteles para la ciudad de Ceuta). Continuó también la colaboración con Lescura, con la reforma de la plaza de España de Tetuán (hoy plaza de Hassan II), ejecutada en 1929. En ella, Bertuchi fue el responsable del diseño de los jardines.

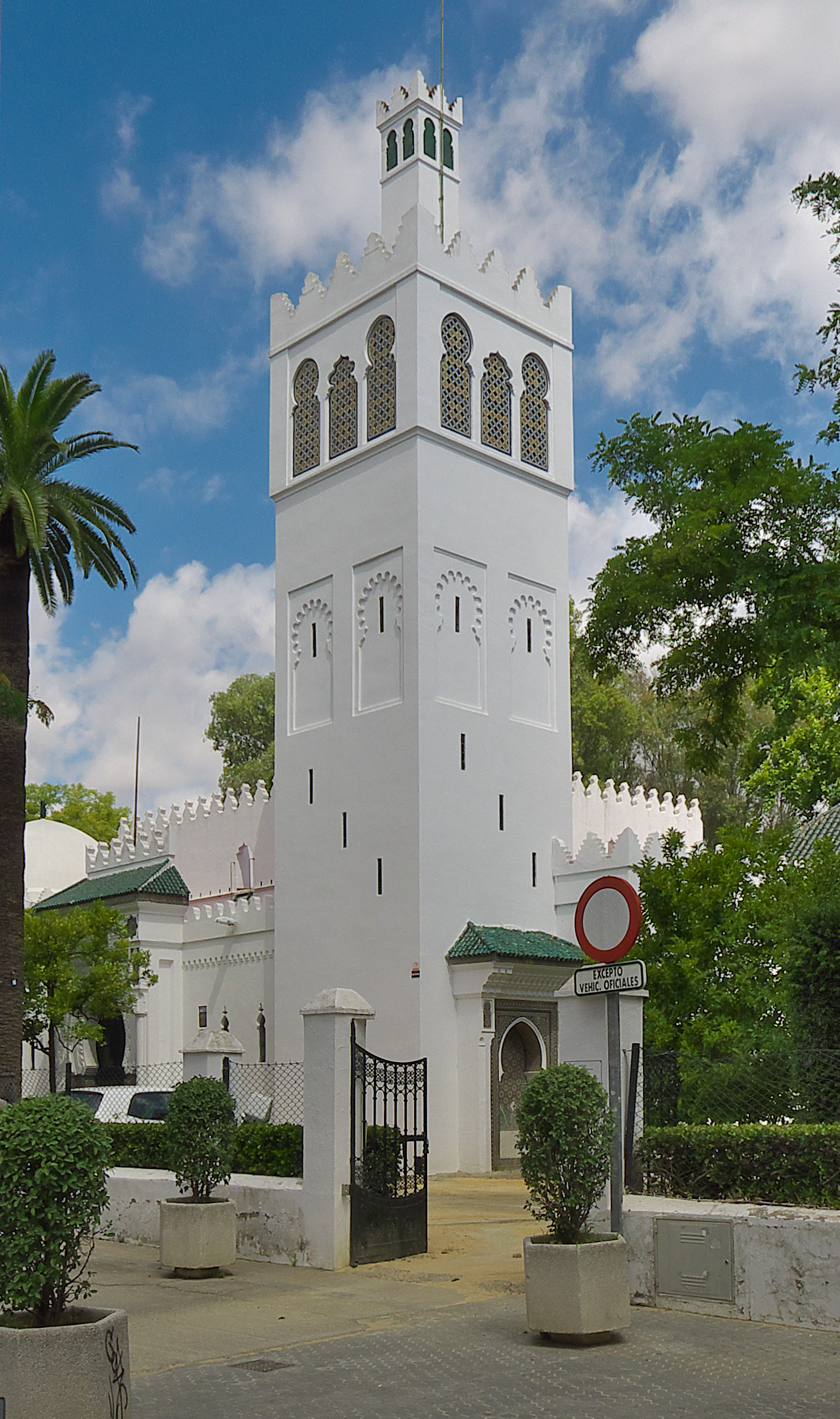
Pabellón de Marruecos de la Exposición Iberoamericana de Sevilla de 1929, diseñado por José Gutiérrez Lescura y decorado por Bertuchi. Se trataba de una combinación entre una residencia de una familia marroquí acomodada y una mezquita con alminar y una atractiva cúpula. Junto al pabellón, unos edificios de carácter comercial, separados de aquel mediante una simulación de una calle marroquí.

Al frente de los Servicios de Bellas Artes impulsó la adquisición de objetos de interés artesanal y etnográfico de los pueblos del norte de Marruecos que merecieran ser expuestos al público de manera permanente. La gran cantidad de piezas acumulada hizo que fuese necesario disponer de un espacio para su catalogación y exhibición, por lo que Bertuchi estableció el Museo de Arte Indígena y Hogar Musulmán en Tetuán, que debía su nombre a constituir una réplica una casa de familia acomodada de la zona, con su mobiliario y su ajuar. El museo (en la actualidad es el Museo Etnográfico de Tetuán) fue inaugurado el 25 de febrero de 1928. Bertuchi lo dirigió hasta su muerte. En enero de 1932, el alto comisario, Luciano López Ferrer, confirmaba oficialmente a Bertuchi en su cargo de inspector jefe de Bellas Artes.
Como administrador cultural, incluso si ocasionalmente expresó su queja por el tiempo que su condición de funcionario le robaba a su faceta de pintor, su labor fue ingente. Bertuchi asumió como propias las líneas generales para la protección del patrimonio cultural y artesanal del norte de Marruecos que había definido la administración del protectorado. Este compromiso se reflejaría en las numerosas instituciones que fundó o que dirigió a lo largo de su carrera. Nada más llegar a la jefatura de los Servicios de Bellas Artes, creó el ya citado Museo de Arte Indígena y Hogar Musulmán. En 1930 sucedió a Gutiérrez Lescura como director de la Escuela de Artes y Oficios de Tetuán, la única de su tipo existente en el protectorado. Esta escuela había sido promovida por el Ateneo Científico y Literario Marroquí de Tetuán, entre cuyos socios se encontraban notables marroquíes y españoles, con el especial impulso del entonces almotacén de la ciudad, Abdeslam Bennuna, que por su cargo era el responsable de los gremios de la ciudad. Fue inaugurada oficialmente en 1919. La escuela reunía a los mejores artesanos del norte de Marruecos, con el objetivo de asegurar la preservación de las técnicas artesanas de cerámica, alfombras, platería, cueros, textil, calderería y cincelado, herrería y forja, ebanistería y talla y pintura decorativa, creando talleres que formasen a nuevos profesionales. En 1928 la escuela se había trasladado a su actual ubicación, un edificio de nueva construcción situado junto a Bab el Okla (Puerta de la Reina). A su llegada a la dirección de la Escuela de Artes y Oficios, Bertuchi llevó a cabo una profunda reforma de la enseñanza en la institución, sustituyendo talleres existentes por otros de mayor interés y abriendo otros nuevos (un proceso que se alargó durante años, hasta 1935). También cambió su nombre por el de Escuela de Artes Indígenas (en 1947 pasaría a llamarse Escuela de Artes Marroquíes). El calibre de la reforma fue tal que, a pesar de ser el tercer director de la institución, se le considera el fundador de la escuela. Uno de los elementos fundamentales de los métodos de enseñanza implantados en la escuela fue desterrar las innovaciones industriales importadas de Europa para así preservar la pureza de las técnicas artesana. Bertuchi, aunque había sido nombrado director de la institución educativa, mantuvo su responsabilidad como inspector de Bellas Artes, y traslado su despacho a las instalaciones de aquella. La producción de la escuela tuvo una indudable proyección fuera del protectorado, inicialmente en España, pero también en el resto de Europa. Se sucedió así su presencia en diversas ferias y exposiciones (Madrid, 1932, 1949; Barcelona, ferias de muestras en los cuarenta y cincuenta; Valencia; Leipzig, 1942; Granada, 1935, 1936, 1939, 1940; Basilea, 1947...) así como la estancia de visitantes extranjeros que acudían a la escuela para conocer las técnicas artesanales enseñadas y ejecutadas en la institución tetuaní. Con el impulso de Bertuchi y dependiendo de la escuela de Tetuán, se crearon escuelas que preservaran otras tradiciones artesanales del norte de Marruecos. En octubre de 1928 se inauguró la Escuela de Artes Indígenas de Xauen. Sus alumnas recibían enseñanza sobre la confección de alfombras, por lo que se conoció a la institución como Escuela de Alfombras. En Tagsut, una zona rural del Rif con una gran tradición artesana, se creó una escuela de artesanía en septiembre de 1940. Bertuchi contribuyó también a la proyección de Marruecos en España participando en el diseño de los pabellones de Marruecos en la Feria de Muestras de Barcelona de los años cuarenta y cincuenta.
Además, en virtud de su cargo, Bertuchi formó parte también de otras instituciones culturales del protectorado español. Fue vocal-asesor de la Junta Superior de Monumentos Históricos y Artísticos (desde su creación en 1919), vocal de la Comisión Especial de Turismo (reglamentada en 1930), vocal del Patronato de Investigación y Alta Cultura de Marruecos (creado en 1941) y vocal de la Junta General de Urbanización.
La sublevación militar que dio lugar a la Guerra Civil tuvo un éxito inmediato en el protectorado y Bertuchi mostró su acatamiento entusiasta a las nuevas autoridades. Una de sus grandes preocupaciones fue la situación de su hijo, médico, que se había incorporado a la Sanidad Militar en Madrid en julio de 1936. Fernando Bertuchi permaneció durante toda la contienda en el ejército de la República y, terminada la guerra, logró exiliarse en Francia, de donde regresaría después. Tras repatriarse, fue juzgado dos veces en consejo de guerra y encarcelado en el castillo de Montjuïc, en el que permaneció algún tiempo. Las gestiones que realizó su padre ayudaron a que finalmente fuese excarcelado y pudiera reencontrarse con su familia en Tetuán. Por su parte, la identificación de Bertuchi con el nuevo régimen le llevaría a colaborar en la ilustración del primer volumen de la Historia de la Cruzada Española, de Joaquín Arrarás, o a ser el primer pintor que expuso en Barcelona después de su ocupación por las tropas franquistas, cuando la guerra ni siquiera había terminado. La exposición, compuesta por pinturas sobre la guerra que «desarrollan temas del glorioso Movimiento español», fue el primer gran acontecimiento pictórico de la posguerra, y se celebró posteriormente en Madrid, con gran éxito. De esta misma época es una serie de carteles turísticos del protectorado entre los que se incluye uno relativo al valle de Ketama convertido en pieza propagandística del nuevo régimen, mostrando el Monumento del Llano Amarillo en su ubicación original, con el Yugo y las Flechas y una lápida en primer plano con la leyenda «17 de Julio. 1936».
La labor de fomento de las artes no se limitó a la artesanía. Bertuchi mostró desde su llegada su interés por fomentar la enseñanza de la pintura en el mundo artístico del norte de Marruecos. Mohammed Sarghini, que en 1943 se matriculó en la Escuela de Bellas Artes de San Fernando (y fue el primer estudiante marroquí en hacerlo), fue alumno suyo en Tetuán. Con el objetivo de ampliar a otros posibles alumnos la formación que le había brindado a Sarghini, Bertuchi creó provisionalmente en 1945 la Escuela Preparatoria de Bellas Artes de Tetuán, la primera institución educativa de su tipo establecida en Marruecos (la siguiente, creada por los franceses en Casablanca, no abrió sus puertas hasta 1950). La inauguración oficial tuvo lugar al año siguiente, con la publicación del dahir que regulaba su plan de estudios: Dibujo, Historia del Arte, Colorido y Modelado. Los profesores debían de ser titulados por alguna Escuela Superior de Bellas Artes y en ella comenzaron su carrera artistas como los españoles Amadeo Freixas, Antonio Moya Quirós, Fernández Florentín, Martín Prado... o los marroquíes Mekki Megara, Mohammed Melehi o Saad Ben Cheffaj.

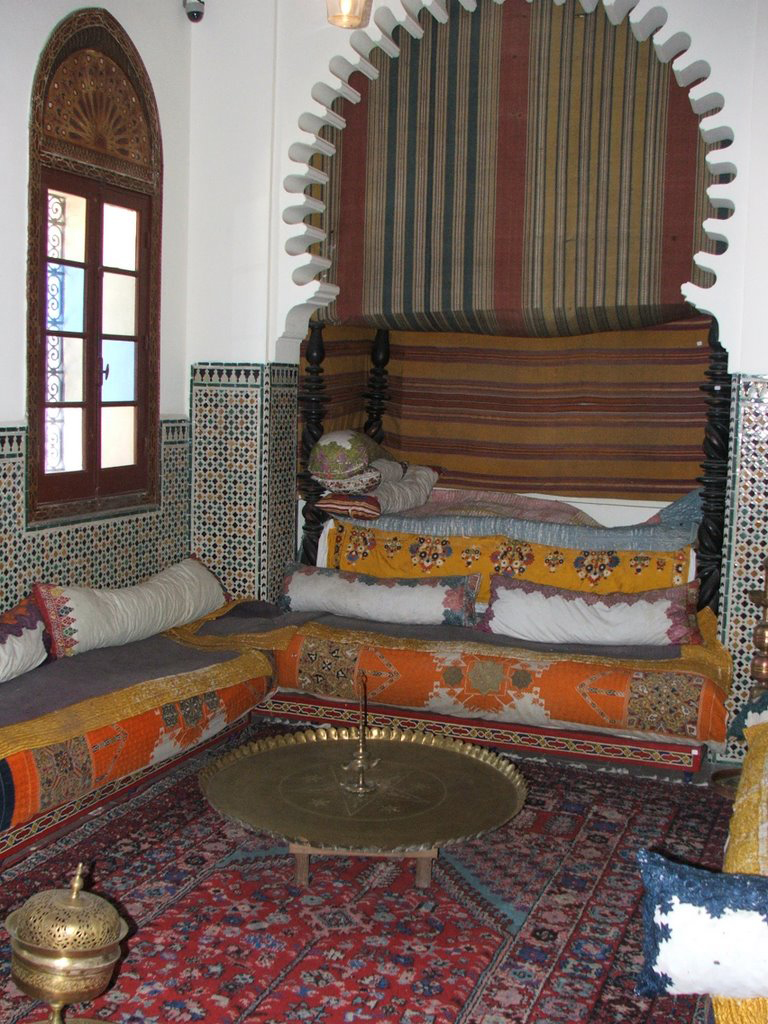
Interior del Museo de Etnografía de Tetuán (2008).

En 1948 se produjo el traslado del Museo de Arte Indígena a la fortaleza Scala, situada sobre la muralla, junto a Bab el Okla. Las nuevas instalaciones fueron inauguradas por el jalifa Mulay El Hassan Ben Alí Mehdi. Se reproducía en el museo una típica casa tetuaní, mostrando los elementos típicos de la vida cotidiana o de los acontecimientos festivos. Según los folletos del museo, este «produce el efecto de una inmersión profunda en las costumbres y los modos de vivir de las gentes de Tetuán y su entorno».
La preocupación por el patrimonio autóctono del protectorado se dejó sentir también en la arquitectura y el urbanismo. En 1947 participó en la restauración del palacio del jalifa, en Tetuán, y en la de la fachada exterior del mausoledo de Sidi Ali Bugaleb, en Alcazarquivir. Fue también el responsable de la construcción del alminar de la zagüía de Muley Abdelkader en Tetuán, que decoró con azulejos de la Escuela de Artes Indígenas.
Mariano Bertuchi murió en Tetuán el 20 de junio de 1955, víctima de las complicaciones de la diabetes que padecía. Fue enterrado en el cementerio católico de la capital del protectorado en una ceremonia a la que asistieron las más altas autoridades del protectorado. No obstante, tras producirse la independencia de Marruecos en abril de 1956, sus restos fueron trasladados primero a Málaga y, posteriormente, al cementerio de San Miguel de San Roque.
Durante su etapa en Tetuán le fueron conferidas múltiples distinciones, como las de comendador con placa de la Orden de Isabel la Católica (1941), encomienda con placa de la Orden de Alfonso X el Sabio (1945), gran cruz de la Orden de la Medhauia (1949), medalla de plata de primera clase al Mérito en el Trabajo (1949) o caballero de la Orden Civil de África (1951).

## Estilo y temática
En sus obras de juventud, Bertuchi adoptó un estilo de romanticismo orientalista, en la línea de Mariano Fortuny. También recibió, a través de Muñoz Degrain, la influencia de la escuela marinista malagueña. No obstante, ya desde muy joven desarrolló un estilo personal, en el que adoptó una técnica luminista, con profusión de colorido y luminosidad, próxima a los luministas valencianos (como Sorolla), si bien con unas ambientaciones y atmósferas personales. Su estilo se fue perfeccionando, con una pincelada rápida y empastada, alcanzando en su madurez unos acusados contrastes entre luces y sombras, lo que hizo que su estilo fuese catalogado como impresionista e incluso como posimpresionista o tardo-impresionista. En todo caso, Bertuchi permaneció al margen de la evolución pictórica que se llevaba a cabo de forma contemporánea.
Bertuchi se inserta en la línea de pintores españoles iniciada por Mariano Fortuny y seguida después por José Tapiró y Baró que se alejó de los tópicos del orientalismo y adoptó una visión de Marruecos «libre de prejuicios atávicos, real y, a la vez, atractiva, llena de color, de luz y de simpatía». La representación de Marruecos que hizo en los carteles y folletos turísticos, aunque imbuida en un cierto tono paternalista, presentó al país inmerso en una visión tradicional si bien incorporando símbolos de modernidad (como coches, aviones o barcos). Una visión que fue, en todo caso, respetuosa, mostrando «laboriosidad, calles y ciudades limpias, comportamiento ordenado de los personajes que aparecen en las escenas, incluso en el caso de aglomeraciones, etc.». De esta forma, Bertuchi consiguió cambiar la visión que en España se tenía de Marruecos, desterrando negativos prejuicios atávicos y proporcionando «una secuencia espléndidamente realista y bella de la vida cotidiana durante el Protectorado». «Bertuchi es el pintor de la vida cotidiana del Marruecos colonial español, plasmando ese discurrir vital que desfila ante sus ojos, sin ningún prurito de exotismo o etnográfico».
Sin embargo, a pesar del cariño y dedicación por el mundo marroquí, Bertuchi, que fue no solo artista sino alto funcionario de la administración colonial española en Marruecos, no olvida su identificación con la colonización española y ensalza las gestas españolas en las guerras marroquíes y la acción colonizadora de la metrópoli. En tal sentido, Bertuchi ha sido comparado con Rudyard Kipling, el cual, a pesar de su amor e identificación con la India colonial, nunca de dejó de ensalzar el imperialismo británico. Por todo ello, la obra de Bertuchi fue utilizada profusamente por la propaganda franquista para difundir la labor de España en su protectorado sobre el norte de Marruecos.
Finalmente, además de las temáticas por las es más conocido (escenas de la vida cotidiana de Marruecos), Bertuchi abordó otras, como los temas bélicos y militares, o la tauromaquia.

## Legado

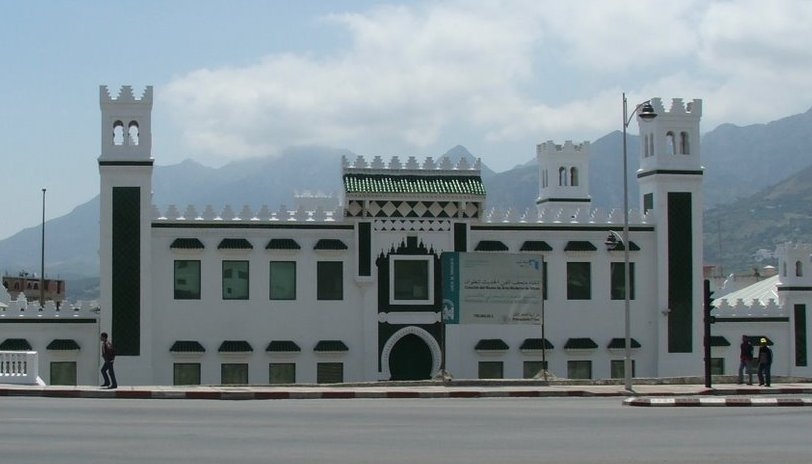
La antigua estación terminal del ferrocarril Ceuta-Tetuán alberga desde 2013 el Centro de Arte Moderno de Tetuán (CAMT). Una de sus salas está dedicada al arte del protectorado y a Mariano Bertuchi.

Mariano Bertuchi fue un artista extraordinariamente prolífico: «miles de bocetos y dibujos, cientos de óleos, acuarelas, grabados, aguatintas, fotografías y plumillas así lo testifican». La omnipresencia de Mariano Bertuchi en la representación de la zona española de Marruecos (responsable de casi todos los carteles turísticos y sellos de correos, así como de los dibujos publicados en revista oficiales; también participó en el diseño tanto del pabellón marroquí en la Exposición Iberoamericana de Sevilla de 1929 y como los de la Feria de Muestras de Barcelona de los años cuarenta y cincuenta) hizo que fuese el mayor contribuidor a la fijación de la imagen de Marruecos en España. Por otra parte, sus responsabilidades como alto funcionario en la administración colonial ha sido calificada de trascendental. Tras su muerte y la independencia de Marruecos, las instituciones que fundó o dirigió siguieron en funcionamiento. Así, siguen existiendo la Escuela de Artes Marroquíes (actualmente Ecole des arts et métiers nationaux de Tétouan), el Museo Marroquí (Museo Arqueológico de Tetuán), o la Escuela Preparatoria de Bellas Artes (actualmente Institut National des Beaux-Arts de Tétouan, INBA, dirigida por Mohammed Sarghini tras la independencia y elevada a la categoría de institución de enseñanza superior en 1999).
Bertuchi fue enormemente popular durante la época en la que permaneció al frente de los servicios de Bellas Artes en el protectorado español de Marruecos, tanto allí como en España. Sin embargo, tras su muerte, su figura sufrió una temporada de oscuridad (solo en Ceuta su figura gozó de reconocimiento y, en 1985, se inauguró con una exposición de su obra la Pinacoteca Municipal, que posteriormente se convertiría en la sección de Bellas Artes del Museo de Ceuta). Su obra apenas tiene presencia en los museos nacionales. Solo en el Museo Casa de los Tiros de su ciudad natal, o en el Museo de Bellas Artes de Sevilla hay alguna obra suya, así como en el Museo del Ejército, el Museo de Ceuta o los museos específicos de la Legión o de Regulares, de la misma ciudad. Fue en la década de 1990 cuando su figura empezó a ser recuperada y su obra fue el objeto de diversas retrospectivas: Mariano Bertuchi. Pintor de Marruecos (2000), Mariano Bertuchi, 50 años después (2006). o Bertuchi y la Escuela de Arte de Granada (EAG) (2015).
En su ciudad de adopción, el Centro de Arte Moderno de Tetuán (CAMT), creado en 2013, e instalado en la antigua terminal del ferrocarril Ceuta-Tetuán, dedica una de sus salas al arte del protectorado español con especial énfasis en Bertuchi. El mismo año, el gobierno de la ciudad autónoma de Ceuta anunció su intención de transformar las instalaciones del Museo de Ceuta en las Murallas Reales en un museo dedicado al artista. La nueva 'Casa Bertuchi' acogería tanto obras como mobiliario y enseres del autor, propiedad de sus herederos, que cederían en alquiler durante un periodo de cuatro años. Se previó la apertura del nuevo espacio expositivo ese mismo año, si bien el proyecto ha ido acumulando retrasos. La apertura de 'Casa Bertuchi' está prevista para el año 2016.
Su intensa labor en la preservación de la artesanía y el arte marroquíes han hecho que se le considere un pintor marroquí y el creador de la denominada Escuela de Tetuán.